# Déjame estar contigo
Déjame estar contigo es una película mexicana de drama romántico dirigida por Isaac Cherem, estrenada el 30 de enero de 2025. La trama sigue a Lucía, una joven que padece una enfermedad incurable, y a Bruno, un joven deportado a México sin hogar. Una llamada inesperada los une en un viaje de resiliencia, reconstrucción y esperanza, donde el amor se convierte en su principal herramienta para salvarse mutuamente.

## Argumento
La trama sigue a Lucía (Andrea Sutton Chávez), una joven universitaria de 19 años con una enfermedad incurable, y a Bruno (Aksel Gómez), un joven de 18 años deportado de Estados Unidos a México sin conocer a nadie. Una llamada inesperada los une en una emotiva historia de superación, reconstrucción y esperanza, donde el amor se convierte en su principal herramienta para salvarse mutuamente. La película aborda la fragilidad de la vida y cómo, en momentos de adversidad, las conexiones humanas pueden brindar esperanza y propósito. Además, explora la realidad de los jóvenes en la Ciudad de México, presentando a la ciudad como un personaje más dentro de la narrativa.

## Reparto
El elenco principal está compuesto por actores reconocidos en la industria cinematográfica mexicana, quienes aportan profundidad y autenticidad a sus personajes.
- Andrea Sutton Chávez como Lucía
- Aksel Gómez como Bruno
- Regina Blandón como Consuelo
- Silvia Navarro como Raquel
- Mónica del Carmen como Martha
- Johanna Murillo como Carmen
- Anna Díaz como Maite
- Ricardo Esquerra como Enrique
- Claudia Ríos como Josefina

## Producción
La película fue producida por Videocine en colaboración con la casa productora Filmadora. El guion, escrito por Fernanda Eguiarte en 2017, busca reconectar al cine nacional con el público joven, abordando temas contemporáneos y relevantes para las nuevas generaciones. Isaac Cherem, conocido por su trabajo en "Leona", se inspiró en su propia transición a la adultez y su mudanza a la Ciudad de México para dirigir esta película.

## Críticas
Desde su estreno, la película ha sido bien recibida por la crítica, destacando su enfoque auténtico y emotivo sobre temas como la migración, el duelo y las conexiones humanas en la juventud. La actuación de Andrea Sutton Chávez ha sido especialmente elogiada por su capacidad para transmitir la vulnerabilidad y fortaleza de su personaje.